# Онк
Онк (др.-греч. Ὅγκιος) — в греческой мифологии царь из Аркадии, сын Аполлона, хозяин табуна, в котором, разыскивая свою дочь Персефону, спряталась богиня Деметра, преследуемая влюблённым Посейдоном.

## Мифология
Онк являлся правителем Онкии, одного из регионов Аркадии. По легенде, его отцом был сам Аполлон. Прославился же Онк благодаря тому, что однажды в его земли забрела богиня Деметра.
Пока она, безутешная, разыскивала свою дочь Персефону, похищенную Аидом, влюблённый Посейдон преследовал Деметру. Та, устав и отчаявшись от бесплодных поисков, меньше всего была расположена к любовным утехам. Однако Посейдон всё не унимался. Тогда Деметра  превратилась в кобылицу. Приняв новый образ, она укрылась в табуне, который принадлежал царю Онку. Посейдон тоже обратился в жеребца и, проникнув в стадо, покрыл кобылицу Деметру. От этого союза родились конь Арион и нимфа Деспина.
Конь Арион был уникален: он понимал человеческую речь и сам мог разговаривать. Онк, в табуне которого вырос принадлежавший Посейдону конь, первым объездил его. Затем Геракл, когда направлялся на войну против Авгия, взял у Онка этого коня, поручив управлять им своему племяннику и возничему Иолаю. По другой версии, этот конь являлся сыном Геи.
Имя нимфы, также рождённой от связи Посейдона с Деметрой, неизвестно. Деспина (или Деспойна) — это всего лишь эпитет, означающий «владычица». Что же касается настоящего её имени, то его знают только посвящённые. Согласно рассказам жителей Фигалии, полиса на юго-западе Аркадии, Деметра не рожала коня, а только нимфу Деспойну. Её алтарь расположен в Олимпии.